# Liste des épisodes de 30 Rock
Cet article présente la liste des épisodes de la série télévisée américaine 30 Rock (2006-2013).

## Première saison (2006-2007)
1. Un nouveau patron (Pilot)
2. Réconciliation (The Aftermath)
3. Rendez-vous gay-lant (Blind Date)
4. Amicalement ennemi (Jack the Writer)
5. Jack-teur (Jack-tor)
6. Jack et Dennis (Jack Meets Dennis)
7. La débile déballe (Tracy Does Conan)
8. La Rupture (The Break Up)
9. Le Baby Show (The Baby Show)
10. Le Juré rural (The Rural Juror)
11. La Tête et les Cheveux (The Head and the Hair)
12. Le Bal (Black Tie)
13. La Sale Valentin (Up All Night)
14. L'Insulte (The C Word)
15. Hardball (Hard Ball)
16. Les Sources Awards (The Source Awards)
17. Combat d'irlandais (The Fighting Irish)
18. Feux d'artifice (Fireworks)
19. Coup de foudre au bureau (Corporate Crush)
20. Départ pour Cleveland, 1re partie (Cleveland)
21. Est-ce que tu m'aimes ? 2e partie (Hiatus)

## Deuxième saison (2007-2008)
1. Seinfeld Vision (Seinfeld Vision)
2. Jack joue le jeu (Jack Gets in the Game)
3. La Collection (The Collection)
4. Rosemary's bébé (Rosemary's Baby)
5. Tous au vert (Greenzo)
6. Le Voisin (Somebody to Love)
7. Être un couguar (Cougars)
8. Amours cachés (Secrets and Lies)
9. Noël (Ludachristmas)
10. Carrière et Caféine (Episode 210)
11. L'Article qui fâche (MILF Island)
12. Le Héros du métro (Subway Hero)
13. Succession (Succession)
14. La Journée du sandwich (Sandwich Day)
15. Les Chips mexicaines (Cooter)

## Troisième saison (2008-2009)
1. Retour à la case départ (Do-Over)
2. Hallucination  (Believe In The Stars)
3. Un tribunal de nuit (The One With The Cast Of Night Court)
4. Gavin Volure (Gavin Volure)
5. Réunion d'anciens élèves (Reunion)
6. La Mère Noël (Christmas Special)
7. Señor testiculo (Senor Macho Solo)
8. La Grippe (Flu Shot)
9. Le Séminaire (Retreat To Move Forward)
10. Les Effets telenovela (Generalissimo)
11. Amour aveugle (St. Valentine's Day)
12. Larry King (Larry King)
13. Mère porteuse (Goodbye, My Friend)
14. La Pilule magique (The Funcooker)
15. La Bulle (The Bubble)
16. Apollo, Apollo (Apollo, Apollo)
17. Compression de personnel (Cutbacks)
18. La Thérapie de Liz (Jackie Jormp-Jomp)
19. Les Élus (The Ones)
20. Parité (The Natural Order)
21. Histoires de pères (Mamma Mia)
22. Chantons pour un rein (Kidney Now!)

## Quatrième saison (2009-2010)
1. La Grève (Season 4)
2. Le Livre de Liz (Into the Crevasse)
3. Cherche comique désespérément (Stone Mountain)
4. Les Punaises (Audition Day)
5. Le Nouveau (The Problem Solvers)
6. Du thé, un logement, des Cosby (Sun Tea)
7. Panique en coulisse (Dealbreakers Talk Show #0001)
8. Miracle à 30 Rock (Secret Santa)
9. Klaus, Greta, James et Randy, 1re partie (Klaus And Greta)
10. Liaison secrète, 2e partie (Black Light Attack!)
11. Le Blues de l'hiver (Winter Madness)
12. La Mère de Jenna (Verna)
13. La Saint-Valentin à la sauce Liz (Anna Howard Shaw Day)
14. Futur Mari (Future Husband)
15. Les Dessous de Kabletown (Don Geiss, America And Hope)
16. Floyd (Floyd)
17. Un choix cornelien (Lee Marvin Vs Derek Jeter)
18. Khonani (Khonani)
19. Un étrange héritage (Argus)
20. Quand les mères s'en mêlent (The Moms)
21. Trois mariages, zéro cavalier (1re partie) (Emmanuelle Goes To Dinosaur Land)
22. Mariage, quand tu nous tiens (2e partie) (I Do Do)

## Cinquième saison (2010-2011)
1. La Stratégie de Fabien (The Fabian Strategy)
2. Séduction et Paternité (When it Rains, it Pours)
3. Drôle de mixité (Let's Stay Together)
4. 30 rock en live (The Live Show)
5. Reaganisme, sexe et arnaque (Reaganing)
6. Intermède masculin (Gentleman's Intermission)
7. Des fesses de rêve (Brooklyn Without Limits)
8. La Bonne Copine (College)
9. Dépression en chaîne (Chain Reaction of Mental Anguish)
10. Règlement de comptes à Noël (Christmas Attack Zone)
11. Erreur sur le mariage (Mrs. Donaghy)
12. Pré-catastrophe (Operation Righteous Cowboy Lightning)
13. Vous avez dit enceinte ? (¡Qué Sorpresa!)
14. Une demi-heure interminable (Double-Edged Sword)
15. Conspiration (It's Never Too Late for Now)
16. TGS n'aime pas les femmes (TGS Hates Women)
17. Souriez vous êtes filmé (Queen of Jordan)
18. Chômage technique (Plan B)
19. Mais où est passée Tracy ? (I Heart Connecticut)
20. La Centième, 1re partie (100th Episode, Part 1)
21. La Centième, 2e partie (100th Episode, Part 2)
22. Tout est beau sous le soleil (Everything Sunny All the Time Always)
23. Drôle de normalité, 1re partie (Respawn)

## Sixième saison (2011-2012)
1. L'Amérique fait chanter sa jeunesse, 2e partie (Dance Like Nobody's Watching)
2. Les idiots ont droit à la parole, 1re partie (Idiots Are People Two!)
3. Les idiots ont droit à la parole, 2e partie (Idiots Are People Three!)
4. La Ballade de Kenneth Parcell (The Ballad of Kenneth Parcell)
5. Faux Problèmes (Today You Are a Man)
6. Recherche valentine désespérément 1re partie (Hey, Baby, What's Wrong, part 1)
7. Recherche valentine désespérément 2e partie (Hey, Baby, What's Wrong, part 2)
8. L'Agression (The Tuxedo Begins)
9. Le Leap Day ou le 29 février (Leap Day)
10. La Belle-maman et le Mystère du whisky (Alexis Goodlooking and the Case of the Missing Whisky)
11. Les Enfants de Jenna (Standards and Practices)
12. La Saint-Patrick (St. Patrick's Day)
13. Le Grand Mentor (Grandmentor)
14. Qui parodie qui ? (Kidnapped by Danger)
15. La Malédiction (The Shower Principle)
16. L'Évaluation (Nothing Left to Lose)
17. Les Woggels (Meet the Woggles!)
18. Murphy Brown nous a menti ! (Murphy Brown Lied To Us)
19. La Cérémonie (Live from Studio 6H)
20. Reine de Jordan 2 (Queen of Jordan II: Mystery of the Phantom Pooper)
21. Le Retour d'Avery Jessup (The Return of Avery Jessup)
22. Mariage en direct (What Will Happen to The Gang Next Year ?)

## Septième saison (2012-2013)
Le 10 mai 2012, la série a été renouvelée pour une septième et ultime saison de 13 épisodes diffusée du 4 octobre 2012 au 31 janvier 2013.
1. Le Commencement de la fin (The Beginning of the End)
2. Le Sosie (Governor Dunston)
3. Qui est le plus drôle ? (Stride of Pride)
4. Bataille électorale 1re partie (Unwindulax)
5. Élections «Jenna-Rales» 2e partie (There's No I in America)
6. Tante Phatso contre Jack Donaghy  (Aunt Phatso vs. Jack Donaghy)
7. Liz se marie (Mazel Tov, Dummies)
8. Mariage surprise (My Whole Life Is Thunder)
9. Le Piège (Game Over)
10. Révélations (Florida)
11. Il faut vraiment sauver TGS (A Goon's Deed in a Weary World)
12. Foutivernes ! 1re partie (Series Finale, Part 1: Hogcock!)
13. Clap de fin, 2e partie (Series Finale, Part 2: Last Lunch)